# 칠 팩터
《칠 팩터》(영어: Chill Factor)는 미국에서 제작된 휴 존슨 감독의 1999년 영화이다. 스킷 울리히와 쿠바 구딩 주니어이 주연으로 출연하였고 제임스 G. 로빈슨가 제작에 참여하였다.

## 출연

### 주연
- 스킷 울리히 - 팀 메이슨
- 쿠바 구딩 주니어 - 알로

### 조연
- 피터 퍼스 - 앤드류 브라이너
- 데이빗 페이머 - 리차드 롱 박사
- 허드슨 레익 - 번
- 다니엘 휴 켈리 - 바델리
- 케빈 J. 오코너 - 텔스타
- 저드슨 밀스 - 데니스
- 드웨인 맥콥슨 - 버크
- 짐 그림쇼 - 파파스

### 단역
- 제이슨 케언스

## 기타
- 공동제작: 제프리 R. 뉴먼
- 공동제작: 마틴 윌리
- 미술: 제레미 콘웨이
- 의상: 데보라 에버턴
- 배역: 팜 딕슨

## SBS 성우진 (2008년 2월 23일)
- 김일 - 팀 메이슨(스킷 울리히)
- 김소형 - 알로(쿠바 구딩 주니어)
- 강구한 - 앤드류 브라이너(피터 퍼스)
- 오세홍 - 리차드 롱 박사(데이빗 페이머)
- 김용식 - 파파스 보안관(짐 그림쇼)
- 변종필 - 텔스타(케빈 J. 오코너)
- 류다무현 - 버크(드웨인 마콥슨)
- 이상범 - 바델리(다니엘 휴 켈리) / 스위니(스티브 콜터)
- 김지혜 - 번(허드슨 레익)
- 위훈 - 데니스(저드슨 밀스) / 앤디(리치 다이)
- 박웅선 - 루이스(토미 스멜처)
- 임주현 - 달린(수지 바스)